# Duplorbis ocarina
Duplorbis ocarina is een krabbezakjessoort uit de familie van de Duplorbidae. De wetenschappelijke naam van de soort is voor het eerst geldig gepubliceerd in 1930 door Nierstrasz & Brender-à-Brandis.